# Seznam chráněných území v okrese Benešov
Toto je seznam chráněných území v okrese Benešov aktuální k srpnu 2018, ve kterém jsou uvedena chráněná území v oblasti okresu Benešov.
| Kód  | Obrázek | Typ  | Název                     | Rozloha (ha) | Galerie Commons                                                                           | Popis území                                                                                        | Souřadnice                       |
| ---- | --- | ---- | ------------------------- | ------------ | ----------------------------------------------------------------------------------------- | -------------------------------------------------------------------------------------------------- | -------------------------------- |
| 21   | Pohled na kopec Velký Blaník                                                                                 | CHKO | Blaník                    | 4 000        | Kategorie „CHKO Blaník“ na Wikimedia Commons                                              | | 49°38′22″ s. š., 14°51′44″ v. d. |
| 2126 | Částrovické rybníky                                                                                          | PP   | Částrovické rybníky       | 3,56         | Kategorie „Částrovické rybníky“ na Wikimedia Commons                                      | Ochrana mokřadů s výskytem početných populací zvláště chráněného druhu rostlin a živočichů         | 49°39′9″ s. š., 14°55′ v. d.     |
| 1410 | Součástí rezervace Čížov jsou i pozůstatky hradu Zbořený Kostelec                                            | PR   | Čížov                     | 56,00        | Kategorie „Čížov (nature reserve)“ na Wikimedia Commons                                   | Květnaté bučiny a suťové lesy s bohatým podrostem                                                  | 49°51′27″ s. š., 14°35′43″ v. d. |
|      | krajina severně od Ouběnic                                                                                   | PřP  | Džbány-Žebrák             | 5 300        | Kategorie „Nature park Džbány-Žebrák“ na Wikimedia Commons                                | | 49°40′37″ s. š., 14°40′7″ v. d.  |
| 950  | Vrchol Grybla                                                                                                | PR   | Grybla                    | 53,19        | Kategorie „Grybla (nature reserve)“ na Wikimedia Commons                                  | Bukový porost s přirozeným podrostem                                                               | 49°52′41″ s. š., 14°34′7″ v. d.  |
| 5742 | Les na lokalitě                                                                                              | PP   | Hadce u Hrnčíř            | 3,18         | Kategorie „Hadce u Hrnčíř“ na Wikimedia Commons                                           | kuřička hadcová a sleziník hadcový                                                                 | 49°35′9″ s. š., 14°51′7″ v. d.   |
| 5645 | | NPP  | Hadce u Želivky           | 34,00        |                                                                                           | Přírodní společenstva hadcových borů a štěrbinové vegetace skal drolin na hadcích                  | 49°41′19″ s. š., 15°6′23″ v. d.  |
|      | Přírodní park Hornopožárský les                                                                              | PřP  | Hornopožárský les         | 2 500        | Kategorie „Hornopožárský les“ na Wikimedia Commons                                        | | 49°52′16″ s. š., 14°32′35″ v. d. |
|      | Pohled z Javorové skály na severovýchod                                                                      | PřP  | Jistebnická vrchovina     | 15 270       | Kategorie „Nature park Jistebnická vrchovina“ na Wikimedia Commons                        | | 49°31′14″ s. š., 14°31′18″ v. d. |
| 6115 | PP Kališťské louky a mokřady od jihovýchodu                                                                  | PP   | Kališťské louky a mokřady | 8,2          | Kategorie „Kališťské louky a mokřady“ na Wikimedia Commons                                | Luční a mokřadní biotopy s výskytem ohrožených druhů rostlin a živočichů                           | 49°39′52″ s. š., 14°41′25″ v. d. |
| 951  | Křečovický potok                                                                                             | PP   | Křečovický potok          | 6,60         | Kategorie „Křečovický potok (natural monument)“ na Wikimedia Commons                      | Meandrující tok s významnou květenou a zvířenou                                                    | 49°43′2″ s. š., 14°28′34″ v. d.  |
| 6105 | PP Les u Libeže                                                                                              | PP   | Les u Libeže              | 1,34         | Kategorie „Les u Libeže“ na Wikimedia Commons                                             | Výskyt zvonku hadincovitého včetně dalších zvláště chráněných druhů rostlin                        | 49°45′56″ s. š., 14°54′5″ v. d.  |
| 6194 | PP Louky u Budenína v říjnu 2021                                                                             | PP   | Louky u Budenína          | 28,0773      | Kategorie „Louky u Budenína“ na Wikimedia Commons                                         | Luční stanoviště, představující reprezentativní ukázku ovsíkových, bezkolencových a pcháčových luk | 49°38′39″ s. š., 14°40′47″ v. d. |
| 1656 | Zřícenina na vrcholku Malý Blaník                                                                            | PR   | Malý Blaník               | 12,71        | Kategorie „Malý Blaník“ na Wikimedia Commons                                              | Zbytek bukové bučiny na ortorulových skalách s bohatou avifaunou                                   | 49°37′45″ s. š., 14°51′47″ v. d. |
| 5947 | Letecký pohled na PP Minartice                                                                               | PP   | Minartice                 | 2,5          | Kategorie „Minartice (natural monument)“ na Wikimedia Commons                             | Ochrana populace kuňky ohnivé a jejího biotopu                                                     | 49°39′48″ s. š., 14°32′21″ v. d. |
| 570  | Keře jalovce za kmeny stromů                                                                                 | PP   | Na ostrově                | 4,21         | Kategorie „Na ostrově (nature reserve)“ na Wikimedia Commons                              | Bohatá lokalita jalovce obecného                                                                   | 49°44′22″ s. š., 14°55′42″ v. d. |
| 569  | Vstup do přírodní památky                                                                                    | PP   | Na Stříbrné               | 4,11         | Kategorie „Na Stříbrné“ na Wikimedia Commons                                              | Lokalita lýkovce jedovatého                                                                        | 49°48′59″ s. š., 14°56′41″ v. d. |
| 328  | Podhrázský rybník s mlýnem                                                                                   | PR   | Podhrázský rybník         | 61,77        | Kategorie „Podhrázský rybník“ na Wikimedia Commons                                        | Významné ptačí hnízdiště                                                                           | 49°41′55″ s. š., 14°40′5″ v. d.  |
| 1658 | Pohled na louku v létě na lokalitě                                                                           | PR   | Podlesí                   | 9,89         | Kategorie „Podlesí (nature reserve)“ na Wikimedia Commons                                 | Mokřadní louka s řadou významných vlhkomilných druhů rostlin, hojný výskyt obojživelníků           | 49°37′26″ s. š., 14°52′11″ v. d. |
| 6170 | Lesní porost v blízkosti zeleně značené turistické stezky ze Sázavy do Sedliště                              | PR   | Posázavské bučiny         | 21,0         | Kategorie „Posázavské bučiny“ na Wikimedia Commons                                        | Stanoviště panonských skalních trávníků, bučin a lesů na svazích, sutích a v roklích               | 49°52′4″ s. š., 14°54′24″ v. d.  |
| 1690 | PP Roudný | PP   | Roudný                    | 2,51         | Kategorie „Roudný (natural monument)“ na Wikimedia Commons                                | Výsypka bývalého zlatodolu, výskyt vzácného svižníka Cicindela arenaria ssp. viennensis            | 49°36′50″ s. š., 14°48′49″ v. d. |
| 1677 | Rybníček u Studeného                                                                                         | PP   | Rybníček u Studeného      | 1,00         | Kategorie „Rybníček u Studeného“ na Wikimedia Commons                                     | Mokřady s hojným výskytem ďáblíku bahenního                                                        | 49°36′4″ s. š., 15°7′40″ v. d.   |
| 2197 | | PP   | Rybník Louňov             | 1,88         | Kategorie „Rybník Louňov“ na Wikimedia Commons                                            | Rybniční ekosystém s výskytem početných populací zvláště chráněných druhů rostlin a živočichů      | 49°36′35″ s. š., 14°52′17″ v. d. |
| 6132 | | PP   | Řísnice                   | 4,2451       |                                                                                           | Přechodová rašeliniště a třasoviště                                                                | 49°33′23″ s. š., 14°53′45″ v. d. |
| 5752 | Rybník | PP   | Slavkov                   | 4,98         | Kategorie „Slavkov (natural monument)“ na Wikimedia Commons                               | kuňka ohnivá, silně ohrožený zvláště chráněný druh                                                 | 49°40′58″ s. š., 14°36′19″ v. d. |
|      | Meandry Vltavy na území přírodního parku                                                                     | PřP  | Střed Čech                | 4 575        | Kategorie „Přírodní park Střed Čech“ na Wikimedia Commons                                 | | 49°50′36″ s. š., 14°26′45″ v. d. |
| 5740 | PP Suchdolský rybník v říjnu 2021                                                                            | PP   | Suchdolský rybník         | 10,52        | Kategorie „Suchdolský rybník“ na Wikimedia Commons                                        | Čolek velký (Triturus cristatus), silně ohrožený zvláště chráněný druh                             | 49°30′16″ s. š., 14°38′28″ v. d. |
| 1678 | Štěpánovský potok                                                                                            | PR   | Štěpánovský potok         | 19,00        | Kategorie „Štěpánovský potok (nature reserve)“ na Wikimedia Commons                       | Zachovalý potoční ekosystém s výskytem mihule potoční a dalších ohorožených druhů                  | 49°43′53″ s. š., 15°1′49″ v. d.  |
| 5861 | Vstup do Štoly Mořic                                                                                         | PP   | Štola Mořic               | 0,003053     | Kategorie „Štola Mořic“ na Wikimedia Commons                                              | Stará štola - významné zimoviště pěti druhů netopýrů                                               | 49°36′54″ s. š., 14°49′24″ v. d. |
| 636  | Teletínský lom                                                                                               | PP   | Teletínský lom            | 0,09         | Kategorie „Teletínský lom“ na Wikimedia Commons                                           | Ukázka magmatických brekcií                                                                        | 49°49′35″ s. š., 14°28′32″ v. d. |
| 5767 | V rámci přírodní památky je chráněno podkroví románské rotundy při týneckém hradě                            | PP   | Týnecká rotunda           | 0,0065       |                                                                                           | Kriticky ohrožený netopýr velký, jehož letní kolonie se vyskytuje v podkrovních prostorech rotundy | 49°49′50″ s. š., 14°35′34″ v. d. |
| 571  | Rozkvetlé bylinné patro                                                                                      | PP   | V olších                  | 3,98         | Kategorie „V Olších (Benešov District)“ na Wikimedia Commons                              | Bohatá lokalita bledule jarní                                                                      | 49°34′58″ s. š., 14°40′40″ v. d. |
| 491  | Bučina | NPR  | Ve Studeném               | 41,67        | Kategorie „Ve Studeném“ na Wikimedia Commons                                              | Přirozené lesní porosty, tvořené přírodními společenstvy bučin a suťových lesů                     | 49°52′25″ s. š., 14°51′43″ v. d. |
| 1657 | Rozhledna na vrcholku Velký Blaník                                                                           | PR   | Velký Blaník              | 84,68        | Kategorie „Velký Blaník (nature reserve)“ na Wikimedia Commons                            | Zachovalá buková bučina na ortorulovém podkladu s bohatou mykoflórou                               | 49°38′31″ s. š., 14°52′17″ v. d. |
| 1411 | Svahy nad Vlčí roklí                                                                                         | PP   | Vlčí rokle                | 5,50         | Kategorie „Vlčí rokle Natural Monument“ na Wikimedia Commons                              | Rokle s balvanitými svahy, na svazích stará bučina                                                 | 49°52′29″ s. š., 14°31′56″ v. d. |
| 5677 | PP Vlčkovice – Dubský rybník                                                                                 | PP   | Vlčkovice – Dubský rybník | 7,71         | Kategorie „Vlčkovice – Dubský rybník“ na Wikimedia Commons                                | Ochrana populace kuňky ohnivé                                                                      | 49°37′54″ s. š., 14°43′17″ v. d. |
| 5831 | Přírodní památka chrání letní kolonii netopýra velkého na půdě vysokoújezdského kostela Narození Panny Marie | PP   | Vysoký Újezd – kostel     | 0,029        | Kategorie „Church of the Nativity of the Virgin Mary (Vysoký Újezd)“ na Wikimedia Commons | Ochrana letní kolonie netopýra velkého na půdě kostela                                             | 49°48′47″ s. š., 14°28′28″ v. d. |